# بیماری اورباخ-ویته
«بیماری اورباخ-ویته» (انگلیسی: Urbach–Wiethe disease) یا «پروتئینوز لیپوئید» یا «هیالینوزیس پوست و مخاط» یک بیماری اتوزمال مغلوب نادرِ ژنتیکی است که علائم پوستی و مغزی دارد و از زمان کشف تا کنون، در حدود ۴۰۰ موردِ آن گزارش شده‌است. نخستین گزارش رسمی این بیماری در سال ۱۹۲۹ میلادی توسط پزشکان اتریشی «اریش اورلیخ» و «کامیلو ویته» صورت پذیرفت، اما گمان می‌رود سال‌ها قبل و از حوالی ۱۹۰۸ میلادی علائم مرتبط به آن به‌طور غیر رسمی و پراکنده، گزارش شده باشد.
علائم این بیماری از فردی به فرد دیگر فرق می‌کند. برخی از علائم عبارتند از: صدای خشن، ضایعات و اسکارهای پوستی، پوست بسیار حساس با قدرت ترمیم ضعیف، پوست خشک و چروک و سفت‌دانه‌های روی پلک. تمام این موارد، در اثرِ ضخیم‌شدگی پوست و غشاء مخاطی است. در برخی بیماران، سفت‌شدگی بافتِ مغز در لوب داخلی تمپورال دیده می‌شود که منجر به تشنج و اختلالات روانی-عصبی می‌شود.
به علت تغییرات در آمیگدال، برخی از مبتلایان به این بیماری با مشکلاتی نظیر عدم درک محرک‌های ترسناک و حافظه‌ی بلندمدت ضعیف دست‌وپنجه نرم می‌کنند.
این بیماری معمولاً کشنده نیست و مبتلایان به آن، طول عمر طبیعی دارند.
از آنجایی که انتقال این بیماری ژنتیکی، از نوعِ اتوزومال مغلوب است، برخی افراد می‌توانند حاملِ ژنِ بیماری باشند بدون آنکه علامتی داشته باشند.
بیماری اورباخ-ویته در اثر جهش ژنی در کروموزوم شماره ۱ در جایگاه «1q21» که مکان استقرار ژنِ «پروتئین ۱ ماتریکس خارج‌سلولی» (ECM1) است، رخ می‌دهد و تغییری که این جهش ایجاد می‌کند از نوع «از دست رفتن کارآیی» در کروموزوم است. علائم پوستی به دلیل تجمع نوعی مادهٔ هیالنی در لایهٔ درم و ضخیم‌شدگی غشای پایه در پوست است.
بیماری اورباخ-ویته را به یاریِ تظاهرات پوستی آن، به ویژه سفت‌دانه‌های روی پلک تشخیص می‌دهند. کشف ارتباط بیماری به جهش ژن ECM1 منجر شد که بتوان با استفاده از آزمایش‌های ژنیتیکی، غربالگری ژنتیکی انجام داد و بیماری را زودتر از موعد تشخیص داد. روش‌هایِ رنگ‌آمیزی PAS و همچنین روش‌های ایمونوهیستوشیمی نیز در تشخیص این بیماری بکار می‌روند.
در حال حاضر، هیچ درمانی برای این بیماری وجود ندارد، اما راه‌های گوناگونی برای کنترل و بهبودِ بیشترِ علائم آن موجود است. با تشخیصِ جهش ژنی ایجادکننده این بیماری، امیدهایی برای ژن‌درمانی آن در آینده به وجود آمده است.